# Liste de films américains sortis avant 1900
 (août 2011).
Cette liste des films américains produits entre 1890 et 1899 est triable par directeur, genre et titre.

## Années 1890
| 1890                                     |                                               |                                                     |                             | |
| Monkeyshines, No. 1                      | William Kennedy Laurie Dickson, William Heise | Sacco Albanese                                      | Court métrage               | Premier film américain. Selon des sources différentes, le tournage aurait été tourné en juin 1889 ou en novembre 1890. |
| Monkeyshines, No. 2                      |                                               |                                                     | Court métrage               | |
| Monkeyshines, No. 3                      |                                               |                                                     | Court métrage               | |
| 1891                                     |                                               |                                                     |                             | |
| Dickson Greeting                         | William Kennedy Laurie Dickson                | William Kennedy Laurie Dickson                      | Court métrage               | |
| 1892                                     |                                               |                                                     |                             | |
| Boxing                                   |                                               |                                                     | Court métrage, Sport        | |
| Fencing                                  |                                               |                                                     | Court métrage, Sport        | |
| A Hand Shake (film, 1892)                |                                               |                                                     | Court métrage               | |
| Man on Parallel Bars                     |                                               |                                                     | Court métrage, Sport        | |
| Wrestling (film, 1892)                   |                                               |                                                     | Court métrage, Sport        | |
| 1893                                     |                                               |                                                     |                             | |
| Blacksmith Scene                         | William Kennedy Laurie Dickson                |                                                     | Court métrage               | |
| Horse Shoeing                            |                                               |                                                     |                             | |
| 1894                                     |                                               |                                                     |                             | |
| Dickson Experimental Sound Film          | William Kennedy Laurie Dickson                |                                                     | Court métrage               | |
| 1895                                     |                                               |                                                     |                             | |
| 1896                                     |                                               |                                                     |                             | |
| American Falls from Above, American Side |                                               |                                                     |                             | |
| American Falls, from Incline R.R.        |                                               |                                                     |                             | |
| Rip Passing Over the Mountain            |                                               |                                                     |                             | |
| Rip's Twenty Years' Sleep                |                                               |                                                     |                             | |
| Dancing Darkies                          |                                               |                                                     |                             | |
| A Hard Wash                              |                                               |                                                     |                             | |
| A Watermelon Feast                       | William Kennedy Laurie Dickson                |                                                     | Court métrage, Documentaire | |
| Feeding the Doves                        |                                               |                                                     |                             | |
| The Burning Stable                       |                                               |                                                     |                             | |
| A Morning Bath                           |                                               |                                                     |                             | |
| Mounted Police Charge                    |                                               |                                                     |                             | |
| A Morning Alarm                          |                                               |                                                     |                             | |
| McKinley at Home, Canton, Ohio           |                                               | William McKinley, Ida McKinley, George B. Cortelyou |                             | |
| The Kiss (film, 1896)                    | William Heise                                 | May Irwin, John Rice                                |                             | |
| 1897                                     |                                               |                                                     |                             | |
| The Bewitched Inn                        |                                               |                                                     |                             | |
| 1898                                     |                                               |                                                     |                             | |
| 1899                                     |                                               |                                                     |                             | |
| Bear Jumping Hurdles                     |                                               |                                                     |                             | |
| How Would You Like to Be the Ice Man?    |                                               |                                                     |                             | |
| Love and War                             |                                               |                                                     |                             | |
| Pianka and Her Lions                     |                                               |                                                     |                             | |
| Strange Adventure of New York Drummer    |                                               |                                                     |                             | |
| The Trick Bear                           |                                               |                                                     |                             | |
| The Wrestling Bear                       |                                               |                                                     |                             | |